# Marcelo Rebelo de Sousa
Marcelo Nuno Duarte Rebelo de Sousa (n. 12 decembrie 1948, Lisabona, Portugalia) este un politician portughez și actualul președinte al Portugaliei din 9 martie 2016.
Este fiu al fostului parlamentar portughez, Baltasar Rebelo de Sousa.